# 精電
京東方精電有限公司，簡稱京東方精電，以及精電（英語：VARITRONIX INTERNATIONAL LIMITED，港交所：0710），精電於1978年由一群學者成立，現已成為亞洲區內液晶顯示製造的先驅者之一。現時業務在全球經營生產及銷售汽車和工業顯示屏模組。
1991年，精電在香港聯合交易所上市。
2016年，京東方集團成為精電的大股東，改名為京東方精電。
總部位於香港九龍觀塘成業街7號寧晉中心35樓A至F室。
於2021年12月31日，本集團於全球共僱用3,725名員工。

## 連結
- Boevx.com （页面存档备份，存于）